# Compact Disco
Compact Disco is een Hongaarse muziekgroep.

## Biografie
De band ontstond in 2008 in de Hongaarse hoofdstad Boedapest. In 2012 nam Compact Disco deel aan A Dal, de Hongaarse preselectie voor het Eurovisiesongfestival. Na de halve finale te hebben gewonnen, wist de groep ook de grote finale winnend af te sluiten. Ze werden door het publiek bij de beste vier acts gezet, waarna het merendeel van de juryleden Compact Disco verkoos. Hierdoor mocht de band Hongarije vertegenwoordigen op het Eurovisiesongfestival 2012, dat gehouden werd in de Azerbeidzjaanse hoofdstad Bakoe. Daar vertolkte ze het nummer Sound of our hearts, waarmee ze 24ste op 26 deelnemers werd.

## Discografie

### Singles
| Single met hitnotering(en) in de Vlaamse Ultratop 50 | Datum van verschijnen | Datum van binnenkomst | Hoogste positie | Aantal weken | Opmerkingen |
| ---------------------------------------------------- | --------------------- | --------------------- | --------------- | ------------ | ----------- |
| Sound of our hearts                                  | 2012                  | 26-05-2012            | tip83           | -            |             |